# شون باتريك فلانيري
شون باتريك فلانيري (بالإنجليزية: Sean Patrick Flanery)‏ مواليد 11 أكتوبر 1965 في ليك تشارلز، لويزيانا، الولايات المتحدة، هو ممثل أمريكي بدأ مسيرته الفنية سنة 1987. ظهر في قرابة 53 فيلما.

## الأعمال

### مسلسلات
- مذكرات الشاب إنديانا جونز (1992)
- ستارغيت إس جي 1 (2001)
- ممسوس بملاك (2001)
- المسحورات (2002) (بدور: آدم)
- سي اس آي: التحقيق في موقع الجريمة (2006)
- نمبرز (2007)
- عقول إجرامية (2009) (بدور: دارين كول)
- ذا ينغ أند ذا رستلس (2011)
- ديكستر (2013)

## وصلات خارجية
- شون باتريك فلانيري على موقع IMDb (الإنجليزية)
- شون باتريك فلانيري على موقع ألو سيني (الفرنسية)
- شون باتريك فلانيري على موقع ميوزك برينز (الإنجليزية)
- شون باتريك فلانيري على موقع أول موفي (الإنجليزية)
- شون باتريك فلانيري على موقع قاعدة بيانات الأفلام السويدية (السويدية)
- شون باتريك فلانيري على موقع إن إن دي بي (الإنجليزية)
- شون باتريك فلانيري على موقع ديسكوغز (الإنجليزية)
- شون باتريك فلانيري على موقع قاعدة بيانات الفيلم (الإنجليزية)
- شون باتريك فلانيري على موقع كينوبويسك (الروسية)
- الموقع الرسمي